# سرجون دوران
سرجون دوران (بالألمانية: Sargon Duran)‏ هو لاعب كرة قدم نمساوي في مركز الوسط، ولد في 31 يناير 1987 في فيينا في النمسا. لعب مع تنس بوروسيا برلين ورابيد فيينا وفيرست فيينا.

## وصلات خارجية
- سرجون دوران على موقع قاعدة بيانات كرة القدم.إي يو (الإنجليزية)
- سرجون دوران على موقع بيانات كرة القدم. دي إي (الألمانية)
- سرجون دوران على موقع Soccerway.com (الإنجليزية)
- سرجون دوران على موقع عالم كرة القدم.نت (الإنجليزية)